# Isuzu Fargo
Der Isuzu Fargo war ein Kleintransporter des Automobilherstellers Isuzu. Er wurde als Fahrgestell für Aufbauten, Pritschenwagen, Kleinbus, Van LS auf Basis des Kleinbus/Kombi  und als Kastenwagen gebaut. Auf Wunsch gab es auch Hochdach und verlängertem Radstand sowie Allradantrieb. Er sollte das Angebot von Isuzu neben der Isuzu N-Serie und der Isuzu F-Serie im Nutzfahrzeugbereich erweitern. Er wurde auch nach  Neuseeland, Australien und in einige europäischen Ländern wie die Nordische Länder exportiert. Zudem wurde er später auch in Europa gebaut und verkauft als Bedford/Isuzu Midi und ebenfalls als Isuzu Midi lokal in Tunesien. 2001 ersetzte ihn der Isuzu Como.

## Erste Generation 1980–1995
Im Dezember 1980 erfolgte die Einführung in Japan als Kastenwagen und Kleinbus/Kombi. Angeboten wurde er mit 1,6 und 1,8-l-Benzinmotoren und einem 1,8L Dieselmotor. Neben 4-Gang-Schaltgetrieben waren auch 3-Gang Automatikgetriebe für die Benzinmodelle erhältlich. Alle Modelle  waren mit Radialreifen ausgestattet, Servolenkung war optional erhältlich. Mit Schalthebel waren vorne nur zwei Sitzplätze möglich. Mit Lenkradschaltung drei Sitzplätze.
Als Isuzu WFR wurde er nach Neuseeland und in einige europäische Länder exportiert.
Im August 1981 wurde ein 2,0L Dieselmotor mit 5-Gang-Schaltgetriebe eingeführt. Im März 1982 ersetzte ein Benzinmotor mit 2,0L Hubraum, 5-Gang-Schaltgetriebe und auf Wunsch mit Automatikgetriebe die 1,6 und 1,8-l-Benzinmotoren. Der 1,8 L Dieselmotor entfiel. Im Juli 1982 erfolgte die Vorstellung des Van LS auf Basis des Kleinbus mit variablen Sitzen und mittigem Schiebedach serienmäßig. Der Fargo wurde als Holden Shuttle in Australien eingeführt und bis 1990 gebaut.
Ab November 1983 war der LS in Verbindung mit dem Dieselmotor auch mit Allradantrieb erhältlich. Im Januar 1984 erhielt der LS und der Kleinbus einen 2,2-l-Turbodiesel serienmäßig. Ab November 1984 war Allradantrieb für alle Modelle und ein 4-Gang-Automatikgetriebe (nicht bei Allrad) optional erhältlich. Erst ab Januar 1987 war das Automatikgetriebe auch für den Allradantrieb erhältlich.

### Isuzu Midi Afrika
Der Fargo wurde von Industries Mécaniques Maghrébines als Isuzu Midi für den lokalen Markt bis 1988 produziert.

### Isuzu Midi Europa
Der Export des Fargo nach Europa wurde Ende 1985 eingestellt. Im Januar 1986 wurde das Cockpit neu gestaltet und ein modernisierter Fargo wurde als Isuzu Midi in Europa gebaut und verkauft.

### Klein-LKW/Fahrgestell
Im Oktober 1988 wurde ein Klein-LKW (Pritsche bis 7,5 To GG) und Fahrgestell für Aufbauten ins Programm genommen – der Fargo erhielt die modernisierte Front des europäischen Isuzu Midi.

### Facelift 1991
Ab Januar 1991 wurde der Fargo mit einem 2,4-l-Turbodieselmotor ausgeliefert, der die bisherigen Dieselmotoren ersetzt. Sowohl die Karosserie als auch der Innenraum wurde modernisiert. Ein neues Armaturenbrett und eine veränderte Position des Schalthebels ermöglichten nun auch drei Sitzplätze vorne.
Der Benzinmotor entfiel ab August 1993 und es war nur noch der 2,4 L TD erhältlich. Im Fahrgastbereich zogen Drei-Punkt-Sicherheitsgurte ein und die optionale Klimaanlage wurde FCKW-frei.

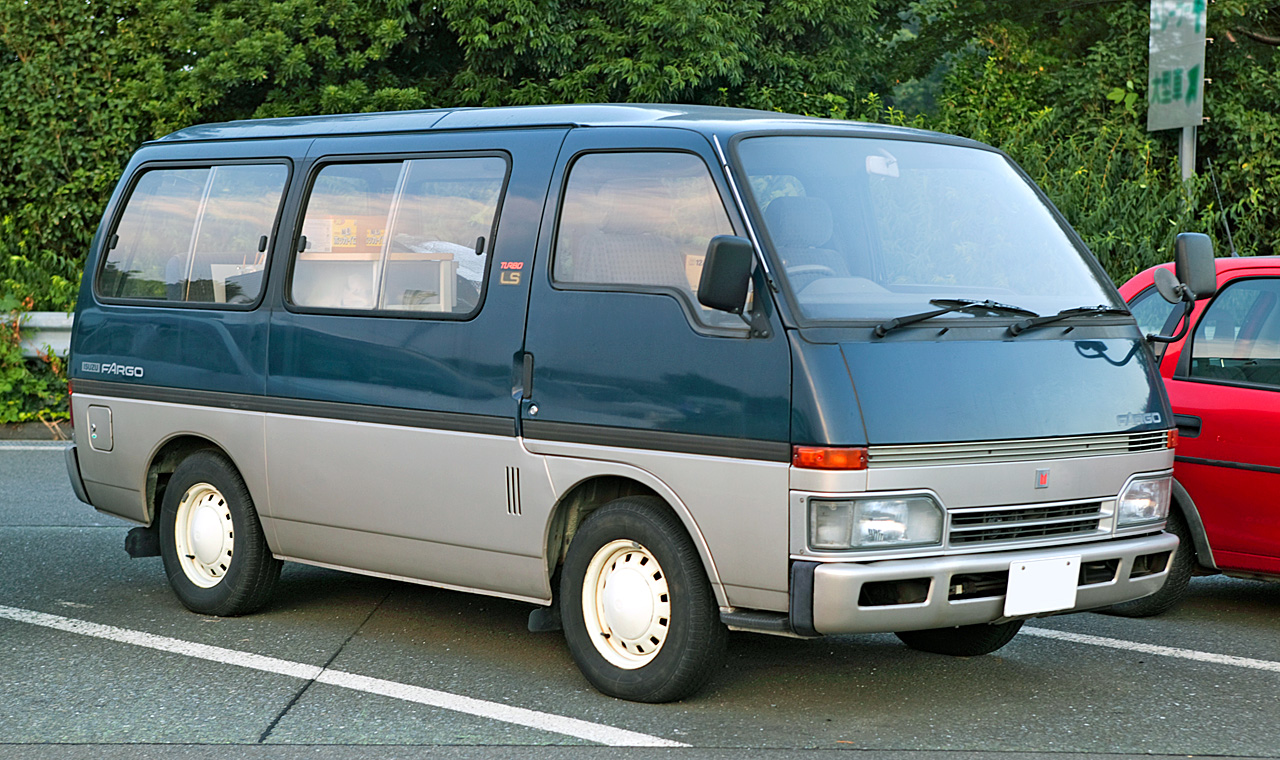
Isuzu Fargo LS
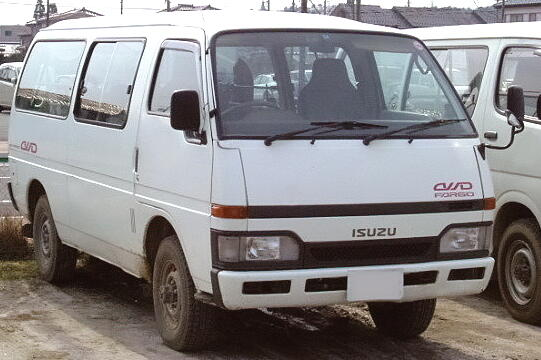
Isuzu Fargo Kleinbus mit Allrad
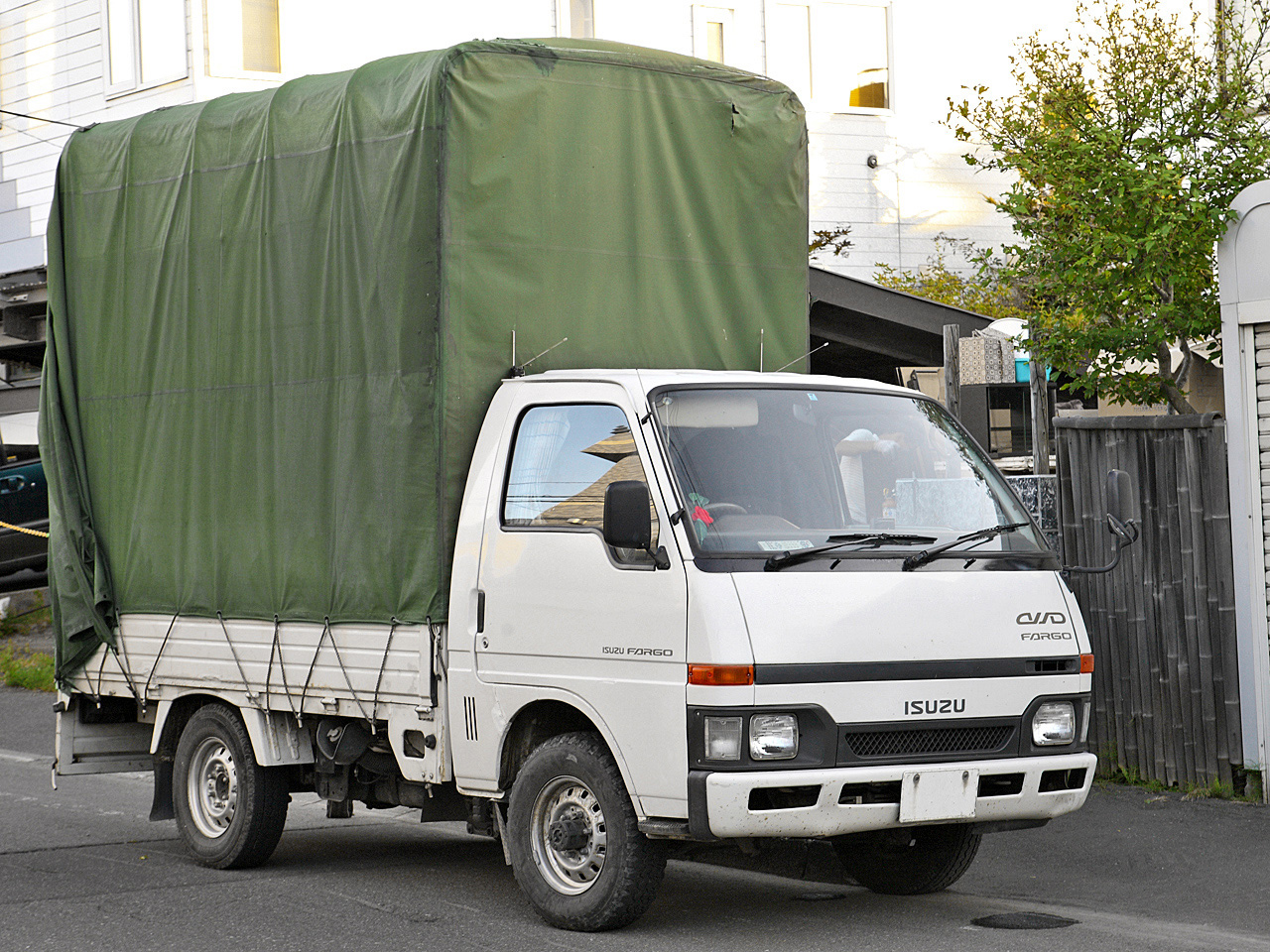
Isuzu Fargo LKW
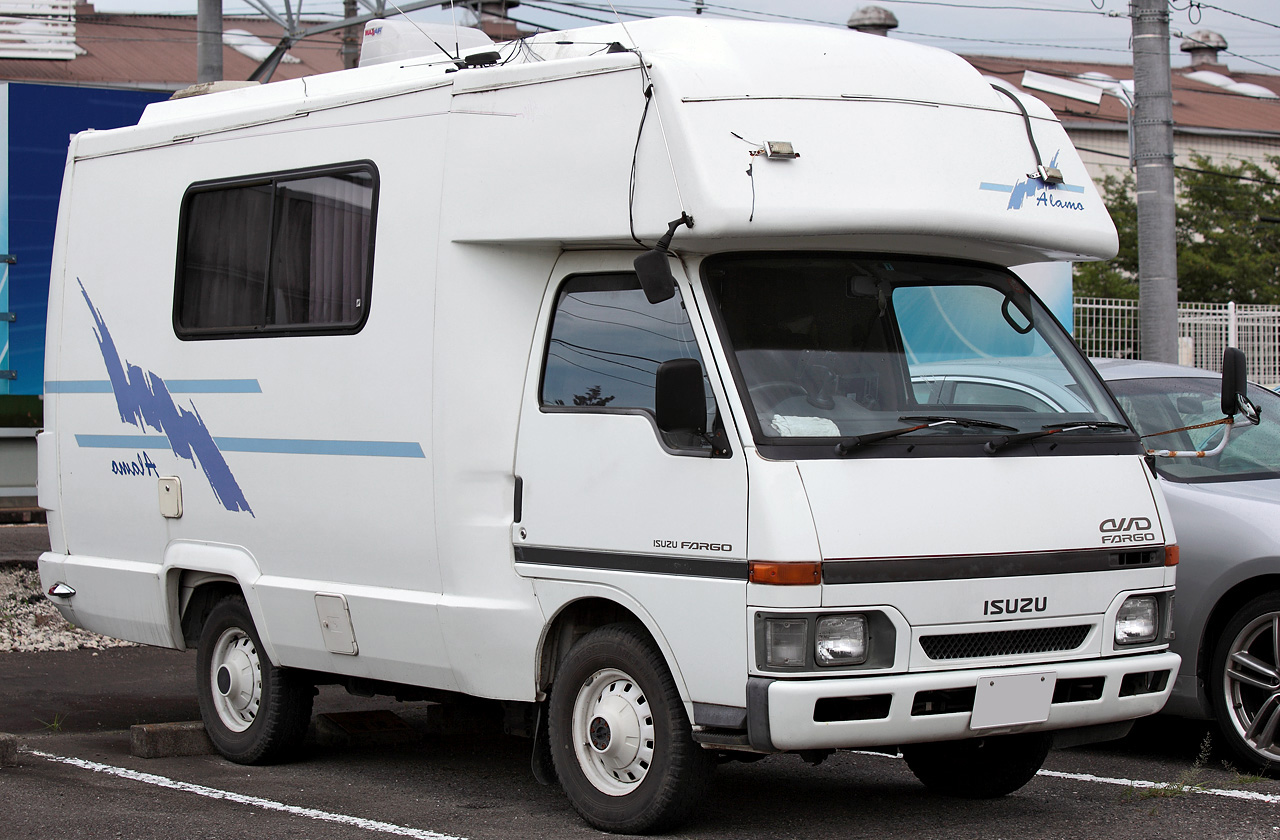
Isuzu Fargo Fahrgestell mit Wohnmobilaufbau

## Zweite Generation 1995–2001
Der Fargo 2 wurde im August 1995 eingeführt. Er basierte nun auf dem Nissan Homy E 24. Erhältlich war der Fargo 2 nur noch als Kastenwagen und Kleinbus. Die LKW Version wurde durch das Programm der Isuzu N-Serie, die nun ab 3,5 To GG erhältlich ist, abgedeckt. Der LS wurde nun als Wagon eingeführt. Anfänglich bestand der Antrieb  aus dem Typ MA20S und KA20DE (jeweils 2,0 L) Benzinmotoren mit 67KW oder 88KW und den Nissan Dieselmotoren Typ 2,7L TD27 mit 63KW und 96KW. Der 2,7l TD27 mit 63KW wurde 1997 durch den Typ 3,2L QD32 mit 74KW und Direkteinspritzung ersetzt. Im Juni 1999 ersetzte der Typ KA24DE 2,4 L mit 74KW und Direkteinspritzung Benzinmotor den KA20DE.
Im Mai 2001 ersetzte der Isuzu Como den Isuzu Fargo II.

## Isuzu Filly 1997–2002
Im Juli 1997 ersetzte der Isuzu Filly den Fargo DX Wagon. Er basierte auf dem Nissan Elgrand.

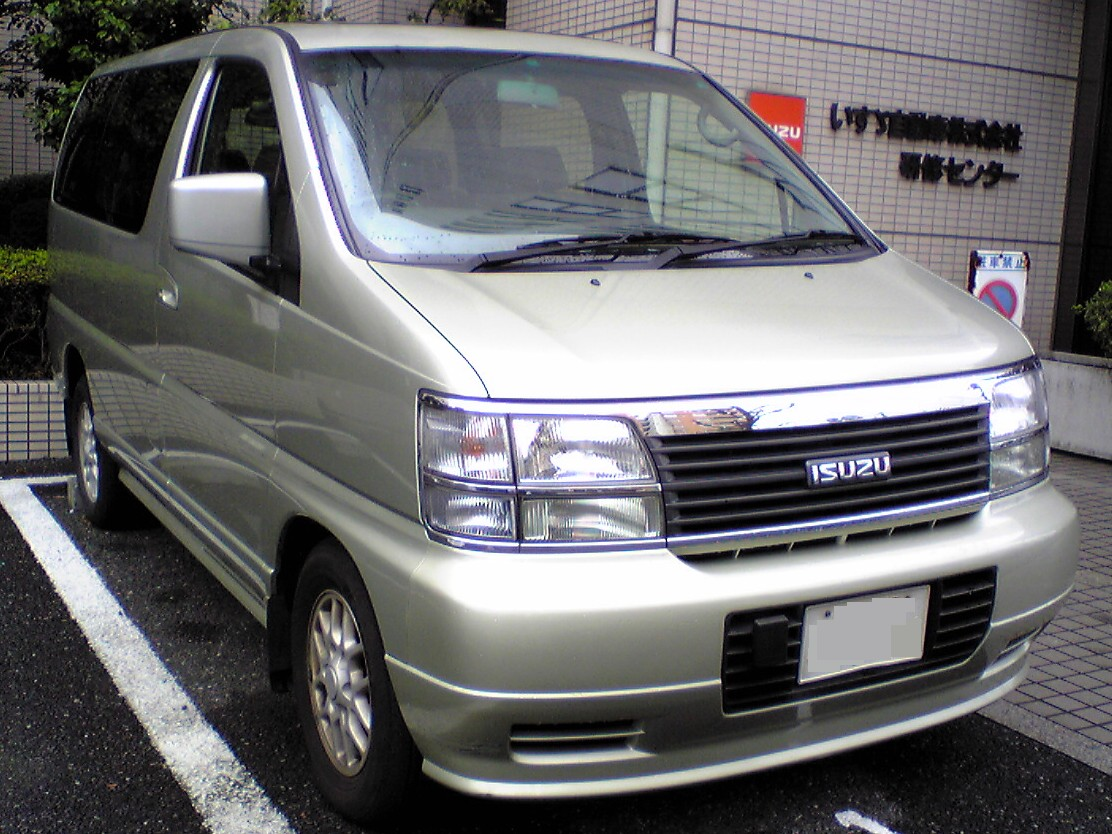
Isuzu Filly